# Aleksej Frosin
Aleksej Frosin, född den 14 februari 1978 i Moskva, Ryssland, är en rysk fäktare som tog OS-guld i herrarnas lagtävling i sabel i samband med de olympiska fäktningstävlingarna 2000 i Sydney.